# Niquelbischofita
La niquelbischofita és un mineral de la classe dels halurs. El seu nom prové de la seva composició química com a anàleg amb níquel de la bischofita.

## Característiques
La niquelbischofita és un halur de fórmula química NiCl₂(H₂O)₄·2H₂O. Cristal·litza en el sistema monoclínic. Es troba en forma de pedaços de materia cristal·lí d'una 2 mil·límetres en la superfície del nucli de perforació. És un component menor en sublimats pulverulents. La seva duresa a l'escala de Mohs és 1,5.
Segons la classificació de Nickel-Strunz, la niquelbischofita pertany a «03.BB - Halurs simples, amb H₂O, amb proporció M:X = 1:2» juntament amb els següents minerals: eriocalcita, rokühnita, bischofita, sinjarita, antarcticita i taquihidrita.

## Formació i jaciments
Va ser descoberta l'any 1979 a la intrusió de Dumont, a Launay (Abitibi-Témiscamingue, Quebec, Canadà). També ha estat descrita a Annaberg (Saxònia, Alemanya) i a la pedrera de serpentina d'Oxford (Texas, Estats Units). Sol trobar-se associada a altres minerals com: coalingita, paratacamita, pentlandita, awaruïta, heazlewoodita o alunogen.